# ژامو
ژامو (به لاتین: Zhamo) یک شهرک در جمهوری خلق چین است که در Bomê County واقع شده‌است. ژامو
- نفر جمعیت دارد.